# شيفروليه

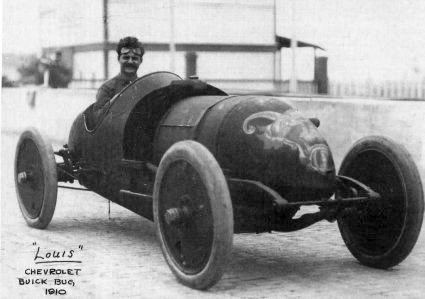
يبدو في الصورة لويس شيفروليه راكباً لإحدى المركبات التي قام بصناعتها والتي حملت اسمه فيما بعد

شيفروليه (بالإنجليزية: Chevrolet)‏ هي شركة أمريكية لصناعة السيارات، تأسست عام 1911م في مدينة ديترويت في ولاية ميتشيغان في الولايات المتحدة الأمريكية على يد لويس شيفروليه، وويليام ديورانت، وهي تعد النواة الأساسية لشركة جنرال موتورزالأمريكية التي تأسست فيما بعد وضمت شركة شيفروليه كأول شركة لجنرال موتورز من ضمن شركاتها التي ضمتها وأسستها فيما بعد، حيث تعتبر شيفروليه من الماركات الشعبية لدى شركتها الأم جنرال موتورز وذلك يرجع لأسعارها المنافسة والمتوسطة مقارنةً بغيرها من الماركات وتنتج شيفروليه حالياً 18 طرازاً مختلفاً من مختلف أنواع المركبات داخل الولايات المتحدة حيث أن هناك بعض الطرزات معدة للسوق المحلية الأمريكية وللتصدير وهناك أيضاً
طرازات تصنع بشعار شيفروليه في مصانع دايو الكورية وهولدن الأسترالية للسوق الخارجية، حيث أن شركة شيفروليه تنتج السيارات السيدان وسيارات النقل والشاحنات والسيارات الرياضية متعددة الاستخدمات ومركبات الدفع الرباعي.

## طرازاتها فيالولايات المتحدة الأمريكية

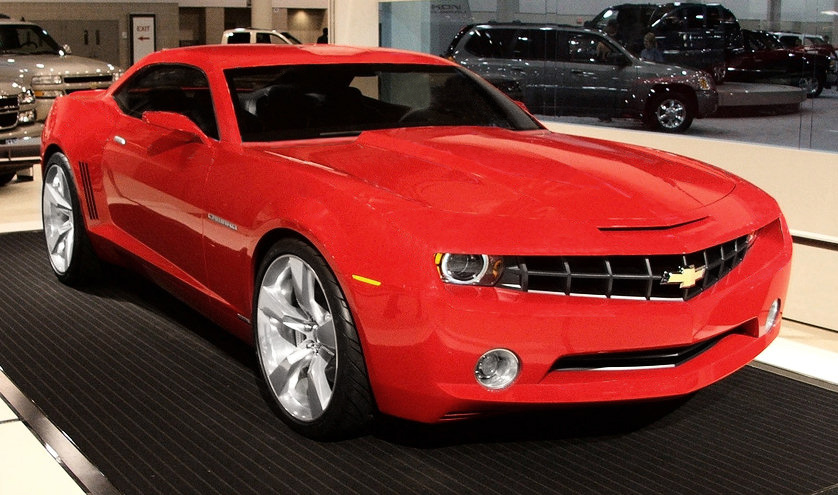
شيفروليه كومارو التي وصلت حديثاُ للسوق الأمريكية

طرحت شيفروليه في الولايات المتحدة 18 طرازاً حديثاً من مركباتها، إضافةً لطرازاها الجديد شيفروليه كروز من تصميم المهندس: محمود عالم الذي سيتواجد في صيف 2009 م كإصدار جديد ومنافس وقوي لشيفروليه، وسيكون الطراز رقم 19 لشيفروليه في السوق المحلية الأمريكية، حيث تتميز سيارات شيفرولية في السوق الأمريكية بجودتها العالية حيث إن جميع مركباتها تصنع تبعاً لمواصفات شيفروليه الأمريكية، على عكس ما يحصل في أوروبا والشرق الأوسط وأمريكا الجنوبية.
| السيارات | الشاحنات | الدفع الرباعي  | الفانات |
| -------- | -------- | -------------- | ------- |
| آفيو     | كولورادو | إتش إتش آر HHR | أبلاندر |
| ماليبو   | سيلفاردو | إكيونكوس       | إكسبرس  |
| أمبالا   | أفالانش  | تريل بليزر     |         |
| كوبالت   | كوديات   | كابتيفا        |         |
| كورفيت   |          | سوبربان        |         |
| كومارو   |          | ترافرز         |         |

## طرازاتها فيأوروبا

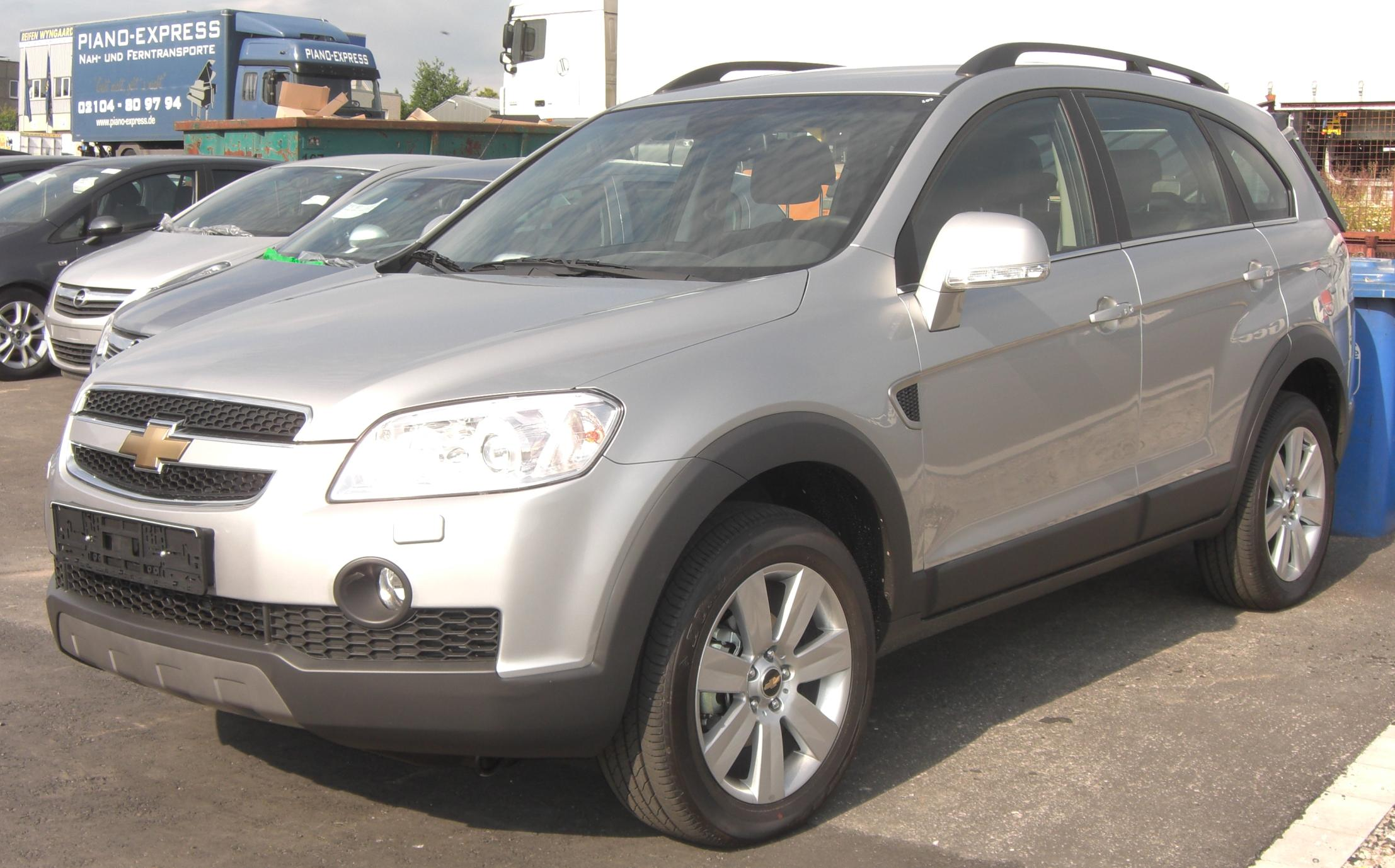
شيفروليه كابتفيا من أفضل سيارات الدفع الرباعي في أوروبا

تتواجد مركبات شيفروليه في القارة الأوروبية بعدد 9 طرازات ففط، مايساوي نصف الطرازات الموجودة في الولايات المتحدة الأمريكية، ومعظم هذه المركبات من الحجم الصغير والمتوسط ذات المحركات الصغيرة نسبياً وذلك بسبب ارتفاع أسعار الوقود في القارة الأوروبية، وذلك مما دفع جنرال موتورز إلى تخصيص طرازات معينة للسوق الأوروبية والتي تتميز بصغر حجمها والتي تصنع في مصانع شركة دايو الكورية التابعة لشركتها الأم جنرال موتورز، وتقل جودة تلك السيارات نوعاً ما عن جودة السيارات المصنعة داخل الولايات المتحدة الأمريكية، حيث أن بعض الطرازات تباع في أوروبا بشعار شيفروليه وبعضها بشعار دايو، وذلك سعياً من جنرال موتورز إلى تخفيض تكاليف إنتاجها وبالتالي تخفيض قيمة المركبات على المستهلكين مما ينعكس إيجاباً على مبيعاتها.
| السيارات | الدفع الرباعي  | متعددة الاستخدامات |
| -------- | -------------- | ------------------ |
| سبارك    | تاكوما / ريزو  |                    |
| لاسيتاي  | إتش إتش آر HHR |                    |
| نوبيرا   |                |                    |
| آفيو     |                |                    |
| إبيكا    |                |                    |
| لانوس    |                |                    |

## طرازاتها فيالشرق الأوسط

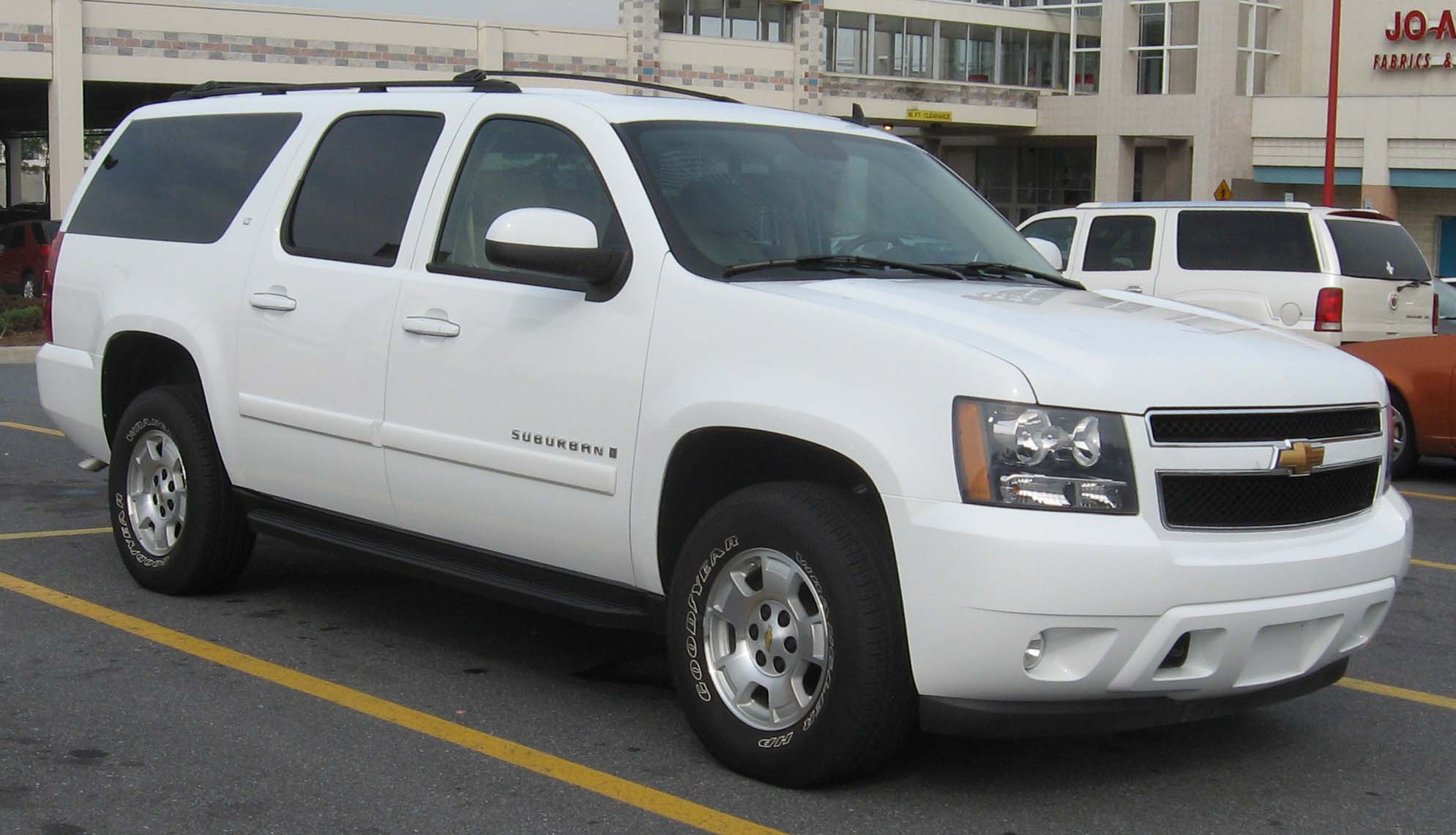
شيفروليه سوبربان الجديد بالكامل والذي يلاقي إقبالاً كبيراً عليه وخصوصاُ في منطقة الخليج العربي

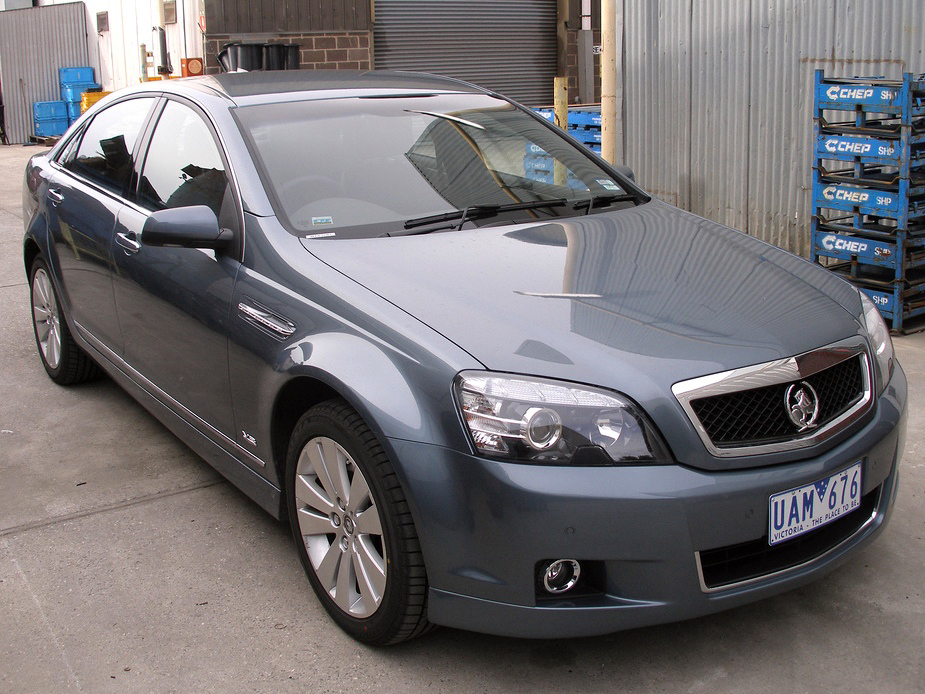
شيفروليه كابريس، كابتفياالتي انتجتها شركة هولدن الأسترالية من العام 2007م وحتى الآن

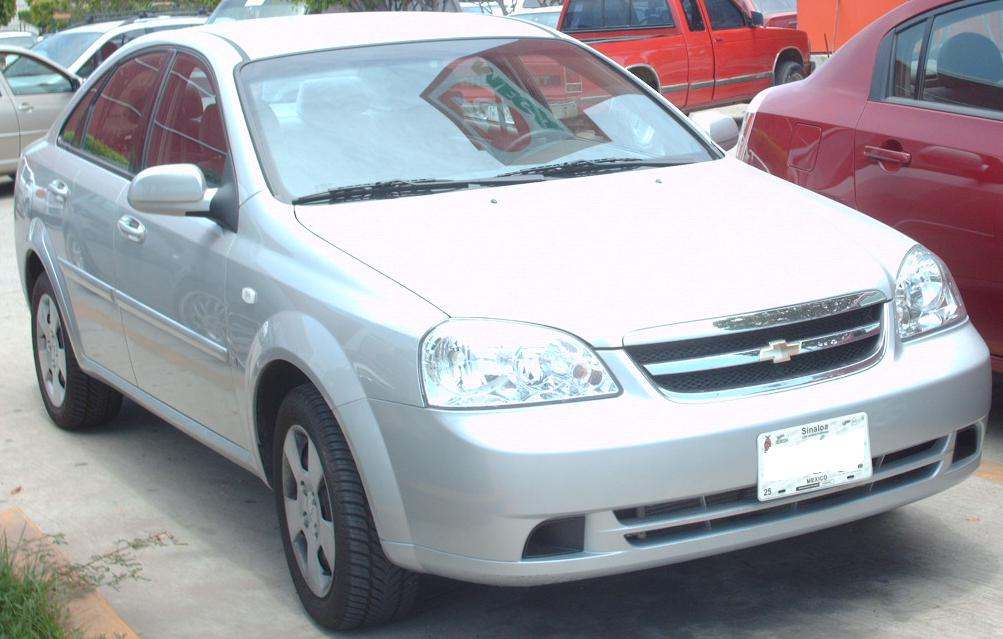
شيفروليه أوبترا

تتواجد شيفروليه في منطقة الشرق الأوسط وبقوة، حيث تتواجد هناك بـ 17 طرازاً مختلفاً إضافةً إلى طرازها كروز الذي سيكون رقم 18 والتي ستلاقي انتشاراً واسعاً وذلك لصغر حجمها إضافةً إلى شكلها الجذاب وخصوصاً في الدول العربية التي تواجه ارتفاعاً في أسعار الوقود.
وكانت تتواجد شيفروليه في منطقة الخليج العربي وذلك منذ منتصف التسعينات فأقل وبعدد محدود من الطرازات كان آخرها عام 1996 م وهي كابريس ولومينا وماليبو وتريل بليزر في الثمانينات، حيث كانت تتميز السيارات الأمريكية آنذاك بكبر حجمها ومحركاتها مما أدى إلى انتشارها في دول الخليج العربي المنتجة للنفط، وبعض الولايات الأمريكية وكندا إضافة إلى الجهات الحكومية في كلا البلدان مما جعها تتكبد خسائر في بعض الأسواق العالمية بسبب قلة الطلب على هذه المركبات، مما دفعها إلى تغيير سياستها خارج الولايات المتحدة وذلك بشرائها لشركتي هولدن الأسترالية ودايو الكورية إضافة لشركاتها الآخرى، وبعد ذلك عملت عدداً من التصماميم لتعممها على مصانعها في أستراليا وفي كوريا الجنوبية، وبدأت إنتاج العديد من المركبات من هاتين الشركتين بشعار شيفروليه وبالتالي تصديرها للشرق الأوسط بتلك العلامة، وكما قامت بتصدير عدد من المركبات الكورية الأصل بمسميات (سبارك، آفيو، أوبترا، إبيكا) إلى السوق الشرق أوسطية بشعار شيفرولية باستثناء جمهورية مصر العربية التي تصلها بشعار دايو.
وكما أنها قامت بإدخال عدد من الطرازات الأمريكية الصنع فعلاً والمصدرة من الولايات المتحدة الأمريكية ومنها (تريل بليزر، تاهو، سوبربان، كورفيت، أفالانش، سلفاردو، أبلاندر، إكسبرس، كولورادو، اكيونكوس، كروز)
| السيارات الصالون والرياضية | الشاحنات | الدفع الرباعي | الفانات       |
| -------------------------- | -------- | ------------- | ------------- |
| سبارك                      | أفالانش  | كابتفيا       | أبلاندر فينشر |
| آفيو                       | سيلفاردو | تريل بليزر    | إكسبرس        |
| أوبترا                     | كولورادو | تاهو          |               |
| ابيكا                      |          | سوبربان       |               |
| لومينا                     |          | ترافيرس       |               |
| كابريس                     |          |               |               |
| كورفيت                     |          |               |               |

## شيفروليه كروز الجديدة

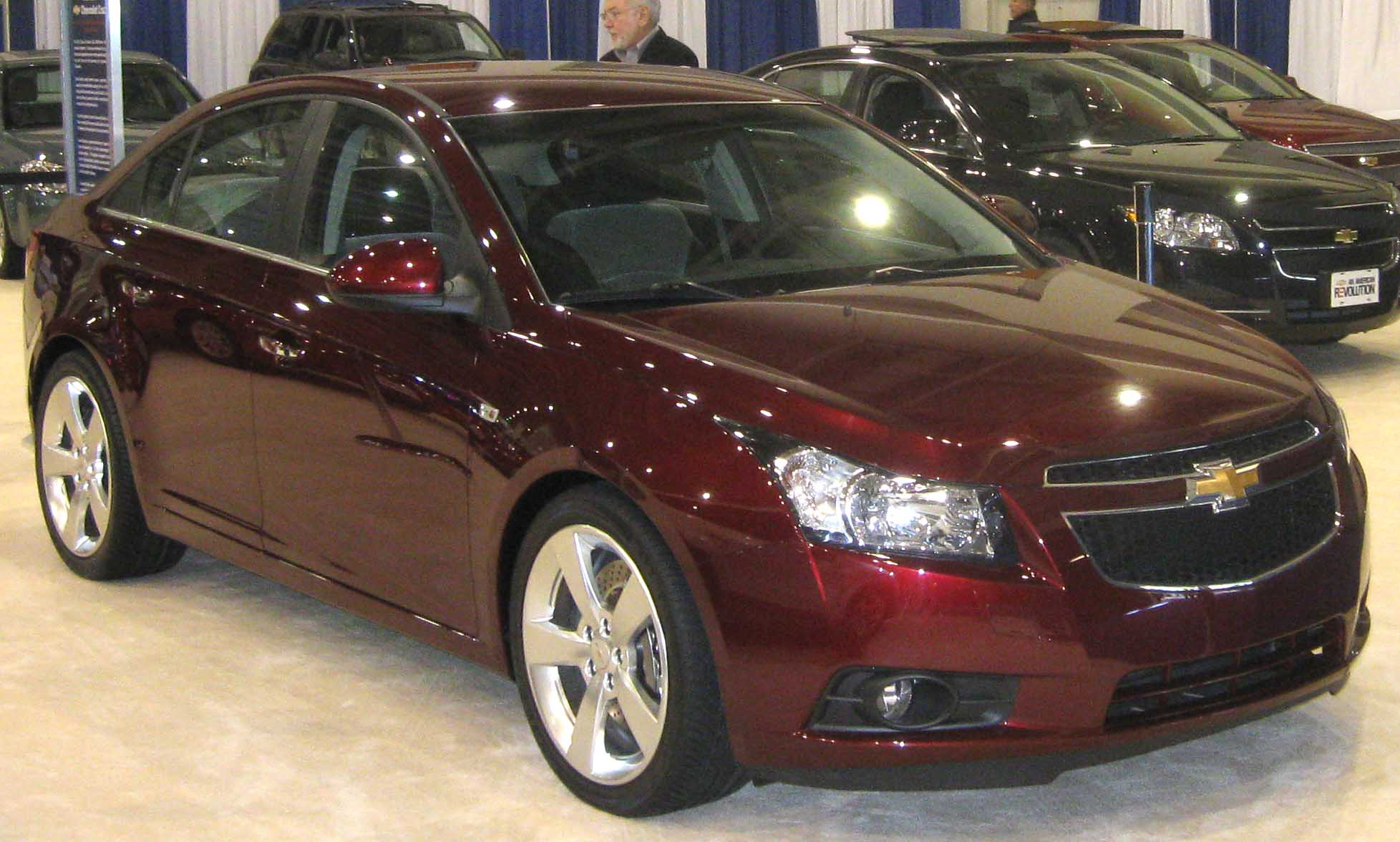
شيفروليه كروز الجديدة

أطلقت شركة شيفروليه الجيل الثاني طرازها شيفروليه كروز
وذلك في العام 2008، حيث طرحت المركبة في السوق الأمريكية في بداية العام 2008 على أن تصل إلى السوق الأوروبية والشرق أوسطية في صيف العام 2009، وتحظى المركبة بشكل جميل وجذاب وكما أن حجمها مناسب للدول التي تعاني من ارتفاع أسعار الوقود.

## شيفروليه تاهو 2015
أطلقت شركة جنرال موتورز الشرق الأوسط مؤخراً الجيل الرابع والجديد كلياً من سيارتيها (شيفروليه تاهو) و (شيفروليه سوبربان) طراز 2015، والذي حصل على تصميم جديد كلياً يحمل ملامح عصرية وعملية يحتاجها عملاء هذه السيارة متعددة الإستخدامات، حيث زاد طول وعرض الجيل الجديد من السيارتين، كما تم تخفيض وزنهما بشكل كبير مما جعل وزن تاهو يبدأ من 2408 كيلوغرام ويصل إلى 2515 كيلوغرام، أما سوبربان فيبدأ وزنها من 2516 كليوغرام ويصل إلى 2620 كيلوغرام. يقدم التصميم الجديد لسيارة تاهو الجديدة كلياً ألواحاً جانبيةً منحوتة ذات مظهر رياضي يترك انطباعاً أولياً لا ينسى، وتتضمن حزمة الأضواء مع المصابيح الرئيسية ميزة التسليط الشعاعي للضوء، بالإضافة إلى نظام المساحات الخلفي المخفي والمطوي تحت الجناح التجميلي الخلفي عند الخط السقفي، وتقدم تاهو أيضاً الدرجات الجانبية المساعدة القابلة للسحب كهربائياً والمنارة محيطياً (المتوفرة) والتي تساعد الركاب على الخروج من السيارة بأمان أكبر.
وتوفر تاهو 2015 عدداً من النسخ المختلفة من حيث حزم المواصفات، وذلك لترضي جميع الأذواق وتلبي حاجات الزبائن المتنوعة، مع إمكانية اختيار نظام الدفع الرباعي في كافة النسخ كمواصفة إضافية، حيث طرحت شيفروليه نسخ LS و LT وLTZ من سيارة تاهو 2015.
- تاهو ال اس 2015 : تُعتبر نسخة LS النسخة الابتدائية محدودة المواصفات والتي تناسب أصحاب الميزانيات المحدودة.وعلى الرغم من أنها النسخة الابتدائية إلا أن تاهو LS تتمتع بحزمة مواصفات جيدة، تشتمل على أضواء أمامية كشافة وأضواء Led للقيادة النهارية ومصابيح ضباب وماسحات للزجاج الأمامي تعمل تلقائياً عند استشعار المطر بالإضافة إلى عجلات من الألومنيوم قياس 18 إنش.

أما من الداخل فتتمتع تاهو LS بعجلة قيادة مكسوة بالجلد وزجاج عازل للصوت بالإضافة إلى مقاعد أمامية بفرش عالي الجودة ومقاعد قابلة للطي بشكل مستو في الصف الثاني والثالث مع نظام تكييف أوتوماتيكي ثلاثي المناطق ووسائد هوائية للاصطدام الأمامي والجانبي للسائق والراكب الأمامي، وستائر للاصطدام الجانبي لجميع الصفوف في الجزء الخارجي للمقاعد.
ومن حيث الأنظمة المساعدة للسائق توفر تاهو LS نظام تشغيل السيارة عن بعد ونظام المساعدة على الركن مع كاميرا للرؤية الخلفية، إلى جانب نظام مراقبة ضغط الإطارات، ويتوفر في النسخة رباعية الدفع نظام التحكم بنزول المنحدرات ومفتاح استشعار الانقلاب وحزمة نظام التعليق الخاص بالطرق الوعرة.
- تاهو ال تي 2015 : وتتضمن مواصفات شيفروليه تاهو ال تي 2015 كافة المواصفات المذكورة سابقاً لنسخة شيفروليه تاهو LS بالإضافة إلى عدد من الأنظمة الإضافية، والتي تتمثل في نظام BOSE الصوتي الفاخر مع نظام شيفروليه (مايلينك) وشاشة ملونة قياس 8 إنش تعمل باللمس بالإضافة إلى دوّاسات قابلة للتعديل كهربائياً ونظام بلو راي الترفيهي لركاب المقاعد الخلفية وبوابة خلفية تفتح آلياً مع إمكانية تعديل مدى الارتفاع.

كما يتمتع طراز شيفروليه تاهو LT بنظام التحذير عند مغادرة المسار ونظام التحذير من الاصطدام الأمامي ونظام كشف المنطقة العمياء، ويتوفر بإطارات معدنية قياس 20 إنش.
- تاهو ال تي زد 2015: نسخة تاهو LTZ الأكثر روعة ذات المواصفات الكاملة فتتمتع بخصائص النسختين السابقتين مع خاصية دخول السيارة بدون مفتاح وميزة التشغيل بضغطة زر، ومقاعد أمامية جلدية مبردة وقابلة للتعديل الكهربائي بـ 12 اتجاهاً، وميزة التحكم الكهربائي في مقاعد الصف الثاني والطي الكهربائي لمقاعد الصف الثالث.

هذا بالإضافة إلى نظام التنبيه من حركة المرور الخلفية ومن الاصطدام الأمامي ونظام المساعدة على تغيير المسار ونظام تحكم القيادة المغناطيسية، إلى جانب أضواء رئيسية عالية الشدة وإطارات قياس 22 إنش تتوفر كميزة إضافية.

## شيفروليه سوبربان 2015
يشترك طراز شيفروليه سوبربان مع طراز تاهو في نفس المحرك ونفس المواصفات في نسخه المختلفة LS وLT و LTZ ، إلا أن طوله الزائد بمقدار نصف متر تقريباً يمنح المركبة المزيد من الاتساع والراحة للركاب، حيث يبلغ حيز الأمتعة في شيفروليه تاهو 433 لتر عند استخدام كافة المقاعد الركاب ويصل إلى 2681 لتر عند إغلاق الصفين الثاني والثلاث من المقاعد، وتبلغ سعة شيفروليه سوبربان 1113 لتر ترتفع إلى 3429 لتر عند طي المقاعد.

## شيفروليه كابرس 2015
- جاءت شيفروليه كابريس 2015 بشكل جديد ولكن مع خيار وحيد من المحركات، وهو محرك V8 سعة 6 لتر (8 سلندر)، كما جاءت التغييرات محدودة على الشكل الخارجي، إلا أن داخلية شيفروليه كابريس 2015 نالت حصة الأسد من التعديلات وخاصة في النسخة الملكية (رويال) ذات المواصفات الكاملة (فل مواصفات).

التصميم الجديد فخم وقوي يفرض وجوده على الطريق، ويغلب عليه استخدام الكروم الذي يظهر في خطوط الشبك الأمامي ويحيط بأضواء الضباب الدائرية على جانبي فتحة التهوية الأفقية أسفل الصادم الأمامي، بينما ترتفع الخطوط التصميمية الجانبية باتجاه الخلف لتوحي بالحركة. كما تبرز الإطارات المعدنية خفيفة الوزن قياس 18 إنش. بينما تستمر اللمسات الكرومية من الخلف بخط عريض من الكروم على غطاء الصندوق الخلفي.
أما داخلية شيفروليه كابريس 2015 فتشتمل على لوحة عدادات مكونة من أربعة عدادات تقليدية وثلاث شاشات متعددة الوظائف، وتؤمن المقاعد مساحة للأرجل هي الأفضل في فئة السيارة، فيما توفر مساند الرأس واليدين المصقولة المزيد من الشعور بالراحة، ويوفر مقعد السائق إمكانية التحكّم الكهربائي بثمانية اتجاهات مع ذاكرة.
تتوفر شيفروليه كابريس 2015 بأربع فئات؛ فئة شيفروليه كابريس 2015 ال اس، وفئة شيفروليه كابريس 2015 ال تي زد، وفئة شيفروليه كابرس 2015 اس اس، ز فئة شيفروليه كابرس 2015 رويال الأفخم.
وتشتمل كافة الفئات على أضواء مكابح من نوع ال أي دي تختلف شدة إضاءتها بحسب قوة الضغط على المكابح، بينما تتضمن المواصفات المتوفرة (الاختيارية) حساسات أمامية وخلفية للمساعدة على الركن وشاشتي DVD ونظام الملاحة باستخدام الأقمار الاصطناعية وزجاج كهربائي ومرايا كهربائية بالإضافة إلى فرش جلدي لداخلية كابريس وراديو AM/FM ومشغل سي دي وام بي 3 ومنافذ يو اس بي وميزة بلوتوث وجنوط قياس 18 إنش.
أما ميزات السلامة فتشتمل على وسائد هوائية جانبية للسائق والراكب بجانبه يمكن رفعها إلى 9 وسائد هوائية، مع نظام تثبيت السرعة ونظام المكابح المانعة للانغلاق ABS ونظام التحكم بتماسك العجلات، ونظام التوزيع الإلكتروني لقوة الفرملة (EBD) مع مقاعد خلفية مجهزة لتثبيت مقاعد الأطفال، وتصل سعة شيفروليه كابريس 2015 إلى 532 لتر.
- مواصفات شيفروليه كابريس ال اس 2015:

فرامل مانعة للانغلاق (ABS),
عجلات من الألومنيوم 16 إنش × 7 إنش،
محرك V8 Alloy سعة 6.0 ليتر من الجيل الرابع بقوة 360 حصاناً (صافي),
نظام صوتي Blaupunkt
- مواصفات شيفروليه كابريس ال تي زد 2015:

نظام التوزيع الإلكتروني لقوة الفرملة (EBD),
عجلة احتياطية مع إطار بالحجم الكامل،
نظام تثبيت السرعة،
- مواصفات شيفروليه كابريس رويال 2015 :

فرامل مانعة للانغلاق (ABS),
عجلات من الألومنيوم 17 إنش × 7 إنش،
محرك V8 Alloy سعة 6.0 ليتر من الجيل الرابع بقوة 360 حصان،
نظام Bose الصوتي مع مشغل CD بـ6 أسطوانات و10 مكبرات صوت
- مواصفات شيفروليه كابريس اس اس 2015:

نظام التعليق Linear Control Suspension , نظام التحكم بالدفع (TCS), مقعد وسطي خلفي قابل للطي لاستيعاب الأمتعة الطويلة

## شيفروليه نوبيرا دبليو تي سي سي - 2005
- ستشارك (شيفروليه أوروبا) في بطولة الاتّحاد الدولي للسيّارات للسيّارات السياحية (دبليو تي سي سي). وهي المرّة الأولى في التاريخ التي تشارك فيها (شيفروليه) –أكبر علامة تجاريّة من (جنرال موترز) – بفريق تابع للشركة في بطولة رسميّة من بطولات الاتحاد الدّولي للسيارات. كانت السيّارة تستخدم محرّك مستقيم رباعي الاسطوانات يولّد قوّة 270 حصان بسعة 2000 سم مكعّب

## وصلات خارجية
- الموقع الرسمي لشيفروليه الولايات المتحدة الأمريكية
- الموقع الرسمي لشيفروليه الشرق الأوسط
- تقارير شيفروليه